# La Belle Ferronière
La Belle Ferronière é uma pintura a óleo sobre madeira de Leonardo Da Vinci, iniciada juntamente com o término de Dama com Arminho, e também encomendada por Ludovico Sforza; realizada aproximadamente entre 1490 e 1495. Têm sido propostas várias identificações da modelo: Lucrezia Crivelli, Cecilia Galleriani, o que não se sabe de fato quem seja, pois ambas eram amantes do soberano de Milão; porém sua esposa se chamava Beatrice d'Este. Mas por algum tempo, pensou-se tratar-se de Ferronière, amante do rei Francisco I de França, pois existe uma semelhança com outra pintura de Da Vinci: Dama com Arminho, daí surge o título errado da pintura, que se tornaria popular em todo o mundo (devemos lembrar que Leonardo não colocava nome em suas obras, contribuindo assim para a aura de mistério em relação a alguns de seus trabalhos, e também erros na identificação dos retratados).
Atualmente a pintura encontra-se no Museu do Louvre.

## História
La Belle Ferronière remonta à primeira estada de da Vinci em Milão, sendo perfeitamente compatível com outras obras da mesma época como o Retrato de um Músico e a Dama com Arminho, e refletindo os intensos estudos de óptica desse período, evidentes no belo detalhe do reflexo do vermelho do vestido na face daquele rosto enigmático.
O nome com que a pintura é universalmente conhecida (literalmente "a bela esposa de um comerciante de ferramentas") é devido a um erro na catalogação no final século XVIII: "Ferronnière" refere-se, de fato, à fita ou corrente com jóia que rodeia a testa dela, ornamento típico da época (muitas vezes usado para esconder os sinais de sífilis que deve o nome a Madame Ferron, amante de Francisco I de França.
A Dama retratada, em vez disso, deve ter estado ligada à corte de Ludovico il Moro, talvez a sua amante Lucrezia Crivelli, ou mesmo Cecilia Gallerani, retratada esta talvez numa idade mais avançada comparativamente às características juvenis do retrato de Cracóvia. Outras hipóteses tentaram identificar Isabella d'Este, a irmã desta Beatriz d'Este, esposa de Moro, ou Isabel Gonzaga. Na realidade, nenhuma das propostas é considerada convincente por uma parte substancial e unânime da crítica.

## Descrição e estilo
La Belle Ferronière mostra uma jovem a meio busto, com um fundo escuro e atrás de um parapeito ao estilo flamengo, representada com uma dupla torção, pois o busto está virado para a esquerda, enquanto a cabeça está de frente, como que a sua atenção sido despertada por algo. O rosto belo oferece-se à contemplação do espectador, mas desviando o olhar de lado, sem estabelecer contacto visual, aumentando a sensação de inacessibilidade enigmática. O desvio repentina do olhar dá uma sensação de energia contida e vitalidade extraordinária, garantindo uma introspecção psicológica penetrante.
Como em Dama com Arminho, a roupa da senhora é muito cuidada, mas não opulenta, sem a necessidade de mostrar jóias vistosas. Ela usa um vestido com um decote rectangular dotado, de acordo com a moda da época, com mangas removíveis e trocáveis, neste caso amarradas por laços que mostram os bocados da camisa branca subjacente. No pescoço, a dama tem um fino colar bicolor, envolto em três círculos apertados e que cai, amarrado a uma fita, sobre o peito. A jovem usa um fio fino atado na testa que segura o cabelo e mostra um pequeno rubi encastrado ao centro da testa.

## Curiosidade
No início do século XX apareceu uma pintura idêntica à La Belle Ferronière para ser comercializada como pintura original de Leonardo da Vinci. O crítico e negociante de arte britânico Joseph Duveen negou a paternidade de da Vinci e a tentativa de venda esfumou-se. A pintura foi vendida em 28 de janeiro de 2010 pela casa de leilões Sotheby's por US$1,5 milhões de dólares como "pintado por um seguidor de Leonardo antes de 1750.